# Чемпіонат УРСР з гандболу серед жінок
Чемпіонат УРСР з гандболу серед жінок — гандбольна першість радянської України. Заснована в 1927 році. Скасована 1991 року.

## Історія
Вперше гандбол з'явився на території України у 1913 році як гра для жінок:
Игра в ручной мяч или, как ее называют иначе, «Гандбол» возникла впервые в России — в Харькове в 1913 году. Ввел эту игру известный местный преподаватель гимнастики, чех, Эдуард Францевич Малы, сначала в Гимназии Трудящихся Женщин, а затем она перебросилась и в ряд других школ. Вскоре ее начинает культивировать Об-во «Сокол», а с 1918 года «Маккаби», год же спустя имелись гандбольные команды «Штурм» и «Гандболист». (Вестник физической культуры. — 12.1923. — № 12. — С. 7. (рос.))
Станом на 1923 рік в Харківській Гандбольній Лізі існувало 28 чоловічих та 3 жіночих команди.
В подальшому гандбол починає розвиватися в Чернігові:
Гандбол в Чернигове стал организовываться в конце лета 23 г. и уже при «Спартаке» было 2 команды. (Вестник физической культуры. — 05.1924. — № 5-6. — С. 14. (рос.))
 та інших містах УСРР.
Перші міжміські ігри відбулися у 1925 році:
Крупным событием, если не сказать историческим, явился первый на Украине выезд женской гандбольной команды клуба физкультуры им. Петровского в Константиновку. Харьковчанки встретили в лице константиновских гандболисток серьезных противниц, не уступающих по технике игры столичным командам. Первый матч выиграла команда КФКП 2:1, но зато проиграла 2-й 3:0. (Вестник физической культуры. — 05.1925. — № 5. — С. 15. (рос.))
Прем'єрний розіграш першості УСРР з гандболу, відбувся в рамках 3-ї (4-ї) Всеукраїнської Спартакіади (яка розпочалася в лютому 1927 року із зимових видів спорту). Влітку у гандбольній першості взяли участь представниці 24 з 41 округ УСРР. Фінальна четвірка змагалась у Дніпропетровську. Першим чемпіоном УСРР стала збірна Харкова. Змагання проводилися згідно затверджених ВРФК України правил між командами 7х7:
Впервые разыгрываемое первенство Украины по гандболу прошло с исключительным успехом. В розыгрыше первенства приняло участие 28 мужских и 24 женских команды. …Финальные игры состоялись 6, 7 и 8 Августа совместно с мужскими в Днепропетровске. …В результате финальных игр победителем женского первенства Украины по гандболу вышла команда Харькова в следующем составе: Клименко, Терехова, Богодуховская, Варженинова, Евтушенко, Горностаева и Хворостанская. На втором месте Одесса, а на третьем и четвертом Запорожье и Сталино. (Вестник физической культуры. — 09.1927. — № 9. — С. 17—18. (рос.))

## Призери чемпіонату України(УРСР) 11×11
| Сезон | Чемпіон            | Срібло                | Бронза |
| ----- | ------------------ | --------------------- | ------ |
| 1930  | Збірна Харків      | ?                     | ?      |
| 1931  | Збірна Харків      | ?                     | ?      |
| 1934  | Збірна Харків      | ?                     | ?      |
| 1935  | Збірна Харків      | ?                     | ?      |
| 1936  | Збірна Харків      | ?                     | ?      |
| 1937  | Збірна Харків      | ?                     | ?      |
| 1938  | Збірна Харків      | ?                     | ?      |
| 1939  | Збірна Харків      | ?                     | ?      |
| 1940  | Збірна Харків      | ?                     | ?      |
| 1946  | «Буревісник»(Київ) | «Динамо» (Харків)     | ?      |
| 1947  | «Буревісник»(Київ) | ?                     | ?      |
| 1948  | «Буревісник»(Київ) | ?                     | ?      |
| 1949  | «Буревісник»(Київ) | ?                     | ?      |
| 1950  | «Динамо» (Харків)  | «Буревісник»(Київ)    | ?      |
| 1951  | «Буревісник»(Київ) | ?                     | ?      |
| 1952  | «Буревісник»(Київ) | ?                     | ?      |
| 1953  | «Буревісник»(Київ) | ?                     | ?      |
| 1954  | «Буревісник»(Київ) | ?                     | ?      |
| 1955  | «Буревісник»(Київ) | ?                     | ?      |
| 1956  | «Буревісник»(Київ) | ?                     | ?      |
| 1957  | «Буревісник»(Київ) | «Буревісник»(Черкаси) | ?      |
| 1958  | «Буревісник»(Київ) | ?                     | ?      |
| 1959  | ?                  | ?                     | ?      |
| 1960  | ?                  | ?                     | ?      |
| 1961  | ?                  | ?                     | ?      |

## Призери чемпіонату України(УРСР) 7×7
| Сезон | Чемпіон                      | Срібло                     | Бронза                     |
| ----- | ---------------------------- | -------------------------- | -------------------------- |
| 1927  | Харків                       | Одеса                      | Запоріжжя                  |
| 1928  | Харків                       | Сталіно                    | Одеса                      |
| 1946  | «Буревісник»(Київ)           | «Динамо» (Харків)          | ?                          |
| 1947  | «Динамо» (Харків)            | «Буревісник»(Київ)         | ?                          |
| 1948  | «Динамо» (Харків)            | «Буревісник»(Київ)         | ?                          |
| 1949  | «Буревісник»(Київ)           | ?                          | ?                          |
| 1950  | «Динамо» (Харків)            | «Буревісник»(Київ)         | ?                          |
| 1951  | «Буревісник»(Київ)           | ?                          | ?                          |
| 1952  | «Буревісник»(Київ)           | ?                          | ?                          |
| 1953  | «Буревісник»(Київ)           | ?                          | ?                          |
| 1954  | «Буревісник»(Київ)           | ?                          | ?                          |
| 1955  | «Буревісник»(Київ)           | ?                          | ?                          |
| 1956  | «Буревісник»(Київ)           | «Буревісник»(Черкаси)      | ЗІІ-ЗТР(Запоріжжя)         |
| 1957  | «Локомотив»(Одеса)           | «Буревісник»(Київ)         |                            |
| 1958  | «Локомотив»(Одеса)           | «Буревісник»(Київ)         |                            |
| 1959  | «Локомотив»(Одеса)           | «Буревісник»(Київ)         | ?                          |
| 1960  | «Локомотив»(Одеса)           | «Буревісник»(Київ)         | ?                          |
| 1961  | «Локомотив»(Одеса)           | «Буревісник»(Київ)         |                            |
| 1962  | «Освіта»(Черкаси)            | ?                          | ?                          |
| 1963  | «Освіта»(Черкаси)            | ?                          | ?                          |
| 1964  | «Освіта»(Черкаси)            | ?                          | ?                          |
| 1965  | «Спартак»(Київ)              | «Буревісник»(Київ)         | «Освіта»(Черкаси)          |
| 1966  | «Освіта»(Черкаси)            | «Спартак»(Київ)            | «Локомотив»(Одеса)         |
| 1967  | «Освіта»(Черкаси)            | «Авангард» (Кіровоград)    | «Локомотив»(Одеса)         |
| 1968  | «Освіта»(Черкаси)            | «Спартак»(Київ)            | «Локомотив»(Одеса)         |
| 1969  | «Спартак»(Київ)              | «Буревісник»(Київ)         | «Освіта»(Черкаси)          |
| 1970  | ДБК-3/«Будівельник» (Київ)   | «Спартак»(Київ)            | «Буревісник»(Київ)         |
| 1971  | ДБК-3/«Будівельник» (Київ)   | «Спартак»(Київ)            | «Буревісник»(Київ)         |
| 1972  | «Спартак»(Київ)              | ДБК-3/«Будівельник» (Київ) | ?                          |
| 1973  | «Спартак»(Київ)              | ДБК-3/«Будівельник» (Київ) | ?                          |
| 1974  | «Спартак»(Київ)              | ДБК-3/«Будівельник» (Київ) | «Освіта»(Черкаси)          |
| 1975  | ЗІІ-«ЗТР» (Запоріжжя)        | «Спартак»(Київ)            | ДСК-3 (Київ)               |
| 1976  | «Металург» (Бровари)         | «Спартак»(Київ)            | ДБК-3/«Будівельник» (Київ) |
| 1977  | «Спартак»(Київ)              | ЗІІ-«ЗТР» (Запоріжжя)      | «Колос»(Берегово)          |
| 1978  | «Спартак»(Київ)              | ЗІІ-«ЗТР» (Запоріжжя)      | «Металург» (Бровари)       |
| 1979  | «Автомобіліст» (Київ)        | «Спартак»(Київ)            | «Металург» (Бровари)       |
| 1980  | «Спартак»(Київ)              | ЗІІ-«ЗТР» (Запоріжжя)      | «Автомобіліст» (Київ)      |
| 1981  | «Спартак»(Київ)              | «Автомобіліст» (Київ)      | ЗІІ-«ЗТР» (Запоріжжя)      |
| 1982  | «Спартак»(Київ)              | «Автомобіліст» (Київ)      | «Металург» (Бровари)       |
| 1983  | «Спартак»(Київ)              | ЗІІ-«ЗТР» (Запоріжжя)      | «Металург» (Бровари)       |
| 1984  | «Спартак»(Київ)              | ЗІІ-«ЗТР» (Запоріжжя)      | «Металург» (Бровари)       |
| 1985  | «Спартак»(Київ)              | «Полум'я» (Бровари)        | «Автомобіліст» (Київ)      |
| 1986  | «Спартак»(Київ)              | «Полум'я» (Бровари)        | ЗІІ-«ЗТР» (Запоріжжя)      |
| 1987  | «Спартак»(Київ)              | «Полум'я» (Бровари)        | ЗІІ-«ЗТР» (Запоріжжя)      |
| 1988  | «Імпульс»-«Галиччина»(Львів) | «Спартак»(Київ)            | «Полум'я» (Бровари)        |
| 1989  | ЗІІ-«ЗТР» (Запоріжжя)        | «Спартак»(Київ)            | «Полум'я» (Бровари)        |
| 1990  | «Спартак»(Київ)              | ЗІІ-«ЗТР» (Запоріжжя)      | «Автомобіліст» (Бровари)   |
| 1991  | ?                            | ?                          | ?                          |